# Anopheles letifer
Anopheles letifer är en tvåvingeart som beskrevs av Sandosham 1944. Anopheles letifer ingår i släktet Anopheles och familjen stickmyggor. Inga underarter finns listade i Catalogue of Life.